# آیزاک اوکرونکو
آیزاک اوکرونکو (انگلیسی: Isaac Okoronkwo؛ زادهٔ ۱ مهٔ ۱۹۷۸) یک بازیکن فوتبال اهل نیجریه است.
وی همچنین در تیم ملی فوتبال نیجریه بازی کرده‌است.